# Nomada undulaticornis
Nomada undulaticornis is een vliesvleugelig insect uit de familie bijen en hommels (Apidae). De wetenschappelijke naam van de soort werd voor het eerst geldig gepubliceerd in 1906 door Theodore Dru Alison Cockerell.